# Дине Абдураманов
Дине Клюсев Абдураманов или Абдурахманов, известен като Дине Абдурамана или Обдурмано, е български революционер, деец на Вътрешната македоно-одринска революционна организация.

## Биография
Дине Абдураманов е роден през 1872 година в будното българско леринско село Пътеле (днес Агиос Пантелеймонас), тогава в Османската империя, днес в Гърция. Влиза в редовете на ВМОРО още в 1896 година и става ръководител на местния революционен комитет в Пътеле. Влиза в група за доставки на оръжие заедно с Лазар Бицанов, Пандил Шишков и Стефан Настев. Излиза нелегален в четата на Марко Лерински, с когото е близък приятел.
През юни 1902 година Марко влиза с четата си в родното село на Дине Абдураманов, за да накаже предатели на организацията. Четата е предадена и обкръжена от турски войски. В сражението войводата Марко загива, а всички четници се изтеглят. Дине Абдураманов отказва да се оттегли с другарите си, барикадира се в собствената си къща и шест часа се сражава сам с турските войски. Турците използват за жив щит жена му, дъщеря му, сестра му и вуйчо му, но Дине отказва да се предаде и стреля срещу обсадата, като убива и роднините си. След като свършват боеприпасите му с втурва с ятаган срещу турците и загива на 13 юни. С него загиват още Ване Попов от Неокази, Кръстю Торбанов от Сетина и Найдо от Добровени. Така според Христо Силянов Дине
| „ | Изми срама на селото си чрез един от най-редките подвизи в македонската освободителна борба и изобщо в историята на революциите. | “ |

Неговият син Никола Абдурахманов е деец на ВМРО и участва в атентата срещу Спас Хаджипопов през 1926 година в Битоля.